# American Football League of China 2017
La American Football League of China 2017 è stata la 5ª edizione del campionato cinese di football americano di primo livello, organizzato dalla AFLC.
La finale è stata giocata il 13 gennaio 2018.

## Squadre partecipanti
| Club                      | Città     | Stadio | Sponsor ufficiale | Risultato nella stagione 2016 |
| ------------------------- | --------- | ------ | ----------------- | ----------------------------- |
| Beijing Iron Brothers     | Pechino   |        |                   |                               |
| Chengdu Pandaman          | Chengdu   |        |                   |                               |
| China University Allstars | Shanghai  |        |                   |                               |
| Chongqing Centaurs        | Chongqing |        |                   |                               |
| Foshan Tigers             | Foshan    |        |                   |                               |
| Guangzhou Apaches         | Canton    |        |                   |                               |
| Hangzhou Smilodons        | Hangzhou  |        |                   |                               |
| Hefei Crocodiles          | Hefei     |        |                   |                               |
| Hong Kong Cobras          | Hong Kong |        |                   |                               |
| Hong Kong Combat Orcas    | Hong Kong |        |                   |                               |
| Hong Kong Warhawks        | Hong Kong |        |                   |                               |
| Mountain City Fury        | Chongqing |        |                   |                               |
| Shanghai Nighthawks       | Shanghai  |        |                   |                               |
| Shanghai Titans           | Shanghai  |        |                   |                               |
| Shanghai Warriors         | Shanghai  |        |                   |                               |
| Taiyuan Troops            | Taiyuan   |        |                   |                               |
| Tianjin Pirates           | Tientsin  |        |                   |                               |
| Xi'an Dark Tide           | Xi'an     |        |                   |                               |

## Stagione regolare

### Calendario

#### 1ª giornata
| 12 agosto 2017 | Taiyuan Troops | 14 – 18 | Beijing Iron Brothers |  |

#### 2ª giornata
| 19 agosto 2017 | Hong Kong Combat Orcas | 25 – 17 | Guangzhou Apaches |  |

#### 3ª giornata
| 26 agosto 2017 | Chengdu Pandaman | 56 – 0 | Mountain City Fury |  |

| 26 agosto 2017 | Chongqing Centaurs | 2 – 0 | Xi'an Dark Tide |  |

| 27 agosto 2017 | Tianjin Pirates | 24 – 36 | Taiyuan Troops |  |

#### 4ª giornata
| 2 settembre 2017 | Shanghai Titans | 29 – 22 | Shanghai Warriors |  |

| 2 settembre 2017 | Hangzhou Smilodons | 6 – 38 | Hefei Crocodiles |  |

#### 5ª giornata
| 9 settembre 2017 | Shanghai Nighthawks | 38 – 0 | China University Allstars |  |

| 9 settembre 2017 | Beijing Iron Brothers | 54 – 0 | Tianjin Pirates |  |

| 9 settembre 2017 | Chongqing Centaurs | 0 – 46 | Chengdu Pandaman |  |

| 10 settembre 2017 | Foshan Tigers | 13 – 7 | Hong Kong Combat Orcas |  |

#### 6ª giornata
| 16 settembre 2017 | Guangzhou Apaches | 0 – 12 | Hong Kong Warhawks |  |

| 16 settembre 2017 | China University Allstars | 0 – 51 | Shanghai Titans |  |

#### 7ª giornata
| 23 settembre 2017 | Shanghai Warriors | 71 – 0 | China University Allstars |  |

| 23 settembre 2017 | Chongqing Centaurs | 6 – 44 | Mountain City Fury |  |

| 23 settembre 2017 | Hefei Crocodiles | 0 – 55 | Shanghai Nighthawks |  |

| 24 settembre 2017 | Hong Kong Cobras | 5 – 15 | Foshan Tigers |  |

#### 8ª giornata
| 6 ottobre 2017 | Beijing Iron Brothers | 24 – 2 | Taiyuan Troops |  |

#### 9ª giornata
| 14 ottobre 2017 | Shanghai Nighthawks | 8 – 22 | Shanghai Titans |  |

| 14 ottobre 2017 | Hong Kong Warhawks | 28 – 7 | Hong Kong Combat Orcas |  |

| 14 ottobre 2017 | Guangzhou Apaches | 7 – 14 | Hong Kong Cobras |  |

| 14 ottobre 2017 | Chengdu Pandaman | 36 – 0 | Chongqing Centaurs |  |

| 14 ottobre 2017 | Hefei Crocodiles | 0 – 68 | Shanghai Warriors |  |

| 14 ottobre 2017 | Xi'an Dark Tide | 6 – 8 | Mountain City Fury |  |

| 15 ottobre 2017 | China University Allstars | 22 – 0 | Hangzhou Smilodons |  |

#### 10ª giornata
| 28 ottobre 2017 | Hong Kong Warhawks | 19 – 6 | Foshan Tigers |  |

| 28 ottobre 2017 | Chengdu Pandaman | 58 – 0 | Xi'an Dark Tide |  |

| 28 ottobre 2017 | Hangzhou Smilodons | 8 – 0 | Hefei Crocodiles |  |

| 28 ottobre 2017 | Tianjin Pirates | 2 – 6 | Beijing Iron Brothers |  |

| 28 ottobre 2017 | Mountain City Fury | 34 – 0 | Chongqing Centaurs |  |

#### 11ª giornata
| 4 novembre 2017 | Shanghai Warriors | 38 – 0 | Shanghai Nighthawks |  |

#### 12ª giornata
| 11 novembre 2017 | Mountain City Fury | 0 – 46 | Chengdu Pandaman |  |

| 11 novembre 2017 | Hong Kong Combat Orcas | 14 – 13 | Hong Kong Cobras |  |

| 12 novembre 2017 | Foshan Tigers | 7 – 0 | Guangzhou Apaches |  |

#### 13ª giornata
| 18 novembre 2017 | Shanghai Titans | 56 – 0 | Hangzhou Smilodons |  |

| 18 novembre 2017 | Taiyuan Troops | 14 – 22 | Tianjin Pirates |  |

### Classifiche
Le classifiche della regular season sono le seguenti:
- PCT = percentuale di vittorie, G = partite giocate, V = partite vinte, P = partite perse, PF = punti fatti, PS = punti subiti

#### AFLC North
| Pos. | Squadra               | PCT   | G | V | N | P | PF  | PS  |
| ---- | --------------------- | ----- | - | - | - | - | --- | --- |
| 1    | Beijing Iron Brothers | 1.000 | 4 | 4 | 0 | 0 | 102 | 18  |
| 2    | Taiyuan Troops        | .250  | 4 | 1 | 0 | 3 | 66  | 88  |
| 3    | Tianjin Pirates       | .250  | 4 | 1 | 0 | 3 | 48  | 110 |

#### AFLC West
| Pos. | Squadra            | PCT   | G | V | N | P | PF  | PS  |
| ---- | ------------------ | ----- | - | - | - | - | --- | --- |
| 1    | Chengdu Pandaman   | 1.000 | 5 | 5 | 0 | 0 | 242 | 0   |
| 2    | Mountain City Fury | .600  | 5 | 3 | 0 | 2 | 86  | 114 |
| 3    | Chongqing Centaurs | .200  | 5 | 1 | 0 | 4 | 8   | 160 |
| 4    | Xi'an Dark Tide    | .000  | 3 | 0 | 0 | 3 | 6   | 68  |

#### AFLC South
| Pos. | Squadra                | PCT   | G | V | N | P | PF | PS |
| ---- | ---------------------- | ----- | - | - | - | - | -- | -- |
| 1    | Hong Kong Warhawks     | 1.000 | 4 | 4 | 0 | 0 | 69 | 19 |
| 2    | Foshan Tigers          | .750  | 4 | 3 | 0 | 1 | 41 | 31 |
| 3    | Hong Kong Combat Orcas | .500  | 4 | 2 | 0 | 2 | 53 | 71 |
| 4    | Hong Kong Cobras       | .250  | 4 | 1 | 0 | 3 | 38 | 46 |
| 5    | Guangzhou Apaches      | .000  | 4 | 0 | 0 | 4 | 24 | 58 |

#### AFLC East
| Pos. | Squadra                   | PCT   | G | V | N | P | PF  | PS  |
| ---- | ------------------------- | ----- | - | - | - | - | --- | --- |
| 1    | Shanghai Titans           | 1.000 | 4 | 4 | 0 | 0 | 158 | 30  |
| 2    | Shanghai Warriors         | .750  | 4 | 3 | 0 | 1 | 199 | 29  |
| 3    | Shanghai Nighthawks       | .500  | 4 | 2 | 0 | 2 | 101 | 60  |
| 4    | China University Allstars | .250  | 4 | 1 | 0 | 3 | 22  | 160 |
| 5    | Hefei Crocodiles          | .250  | 4 | 1 | 0 | 3 | 38  | 137 |
| 6    | Hangzhou Smilodons        | .250  | 4 | 1 | 0 | 3 | 14  | 116 |

## Playoff

### Tabellone
|  | Quarti di finale      | Quarti di finale      | Quarti di finale    |                     |                   | Semifinali        | Semifinali | Semifinali |  |  | Finale | Finale | Finale |  |
|  |                       |                       |                     |                     |                   |                   |            |            |  |  |        |        |        |  |
|  | Shanghai Titans       | Shanghai Titans       | 36                  |                     |                   |                   |            |            |  |  |        |        |        |  |
|  | Shanghai Titans       | Shanghai Titans       | 36                  |                     |                   |                   |            |            |  |  |        |        |        |  |
|  | Mountain City Fury    | Mountain City Fury    | 0                   |                     |                   |                   |            |            |  |  |        |        |        |  |
|  | Mountain City Fury    | Mountain City Fury    | 0                   |                     | Shanghai Titans   | Shanghai Titans   | 27         |            |  |  |        |        |        |  |
|  |                       |                       |                     |                     | Shanghai Titans   | Shanghai Titans   | 27         |            |  |  |        |        |        |  |
|  |                       |                       | Shanghai Nighthawks | Shanghai Nighthawks | 14                |                   |            |            |  |  |        |        |        |  |
|  | Beijing Iron Brothers | Beijing Iron Brothers | Shanghai Nighthawks | Shanghai Nighthawks | 14                | 20                |            |            |  |  |        |        |        |  |
|  | Beijing Iron Brothers | Beijing Iron Brothers |                     |                     |                   |                   |            |            |  |  |        |        |        |  |
|  | Shanghai Nighthawks   | Shanghai Nighthawks   | 50                  |                     |                   |                   |            |            |  |  |        |        |        |  |
|  | Shanghai Nighthawks   | Shanghai Nighthawks   | 50                  |                     | Shanghai Titans   | Shanghai Titans   | 20         |            |  |  |        |        |        |  |
|  |                       |                       |                     |                     |                   |                   |            |            |  |  |        |        |        |  |
|  |                       |                       | Shanghai Warriors   | Shanghai Warriors   | 30                |                   |            |            |  |  |        |        |        |  |
|  | Hong Kong Warhawks    | Hong Kong Warhawks    | Shanghai Warriors   | Shanghai Warriors   | 30                | 3                 |            |            |  |  |        |        |        |  |
|  | Hong Kong Warhawks    | Hong Kong Warhawks    |                     |                     |                   |                   |            |            |  |  |        |        |        |  |
|  | Shanghai Warriors     | Shanghai Warriors     | 42                  |                     |                   |                   |            |            |  |  |        |        |        |  |
|  | Shanghai Warriors     | Shanghai Warriors     | 42                  |                     | Shanghai Warriors | Shanghai Warriors | 26         |            |  |  |        |        |        |  |
|  |                       |                       |                     |                     | Shanghai Warriors | Shanghai Warriors | 26         |            |  |  |        |        |        |  |
|  |                       |                       | Chengdu Pandaman    | Chengdu Pandaman    | 8                 |                   |            |            |  |  |        |        |        |  |
|  | Chengdu Pandaman      | Chengdu Pandaman      | Chengdu Pandaman    | Chengdu Pandaman    | 8                 | 28                |            |            |  |  |        |        |        |  |
|  | Chengdu Pandaman      | Chengdu Pandaman      |                     |                     |                   |                   |            |            |  |  |        |        |        |  |
|  | Foshan Tigers         | Foshan Tigers         | 21                  |                     |                   |                   |            |            |  |  |        |        |        |  |

### Quarti di finale
| 25 novembre 2017 | Beijing Iron Brothers | 20 – 50 | Shanghai Nighthawks |  |

| 25 novembre 2017 | Shanghai Titans | 36 – 0 | Mountain City Fury |  |

| 26 novembre 2017 | Hong Kong Warhawks | 3 – 42 | Shanghai Warriors |  |

| 26 novembre 2017 | Chengdu Pandaman | 28 – 21 | Foshan Tigers |  |

### Semifinali
| 9 dicembre 2017 | Shanghai Titans | 27 – 14 | Shanghai Nighthawks |  |

| 9 dicembre 2017 | Shanghai Warriors | 26 – 8 | Chengdu Pandaman |  |

### V Finale
| 13 gennaio 2018 | Shanghai Titans | 20 – 30 | Shanghai Warriors |  |

## Verdetti
- Shanghai Warriors Campioni della Cina 2017